# 키르기스스탄 주재 외국공관 목록

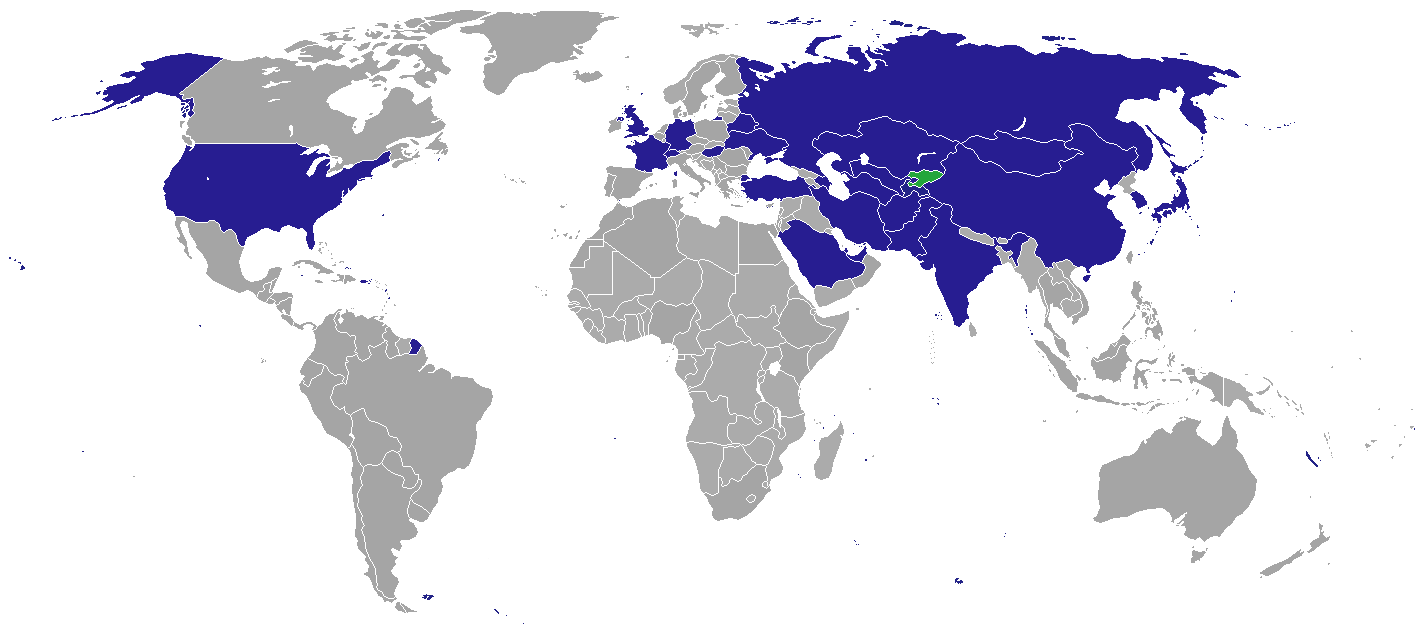
키르기스스탄에 설치된 외국공관들.

키르기스스탄 주재 외국공관 목록은 키르기스스탄에 주재하는 외국공관(대사관 및 영사관)과 동시에 키르기스스탄과 외교관계는 수립했으나 키르기스스탄에 공관을 설치하지 않은 국가에 대해 다룬다. 수도 비슈케크에 23개국 주재 대사관이 있으며, 비상주공관은 알마티/아스타나, 모스크바 그리고 타슈켄트에서 관할을 두고 있다.

## 대사관
비슈케크
| - 아프가니스탄 - 아제르바이잔 - 벨라루스 - 중국 - 프랑스 - 독일 - 인도 - 이란 - 일본 - 카자흐스탄 - 대한민국 - 파키스탄 | - 카타르 - 러시아 - 사우디아라비아 - 스위스 - 타지키스탄 - 튀르키예 - 투르크메니스탄 - 우크라이나 - 영국 - 미국 - 우즈베키스탄 |

## 사무소 및 영사관
- 북키프로스 (경제/무역 사무처)
- 유럽 연합 (일반 대표부)[1]
- 몽골 (총영사관)

## 비상주공관
| - 알제리 (타슈켄트) - 아르헨티나 (모스크바) - 아르메니아 (아스타나) - 오스트레일리아 (모스크바) - 오스트리아 (빈) - 방글라데시 (타슈켄트) - 벨기에 (아스타나) - 불가리아 (알마티) - 보스니아 헤르체고비나 (모스크바) - 브라질 (키예프) - 캐나다 (아스타나) - 콜롬비아 (모스크바) - 쿠바 (아스타나) - 키프로스 (모스크바) - 체코 (알마티) - 덴마크 (모스크바) - 이집트 (알마티) - 피지 (서울특별시) - 핀란드 (헬싱키) - 조지아 (아스타나) | - 그리스 (알마티) - 바티칸 시국 (아스타나) - 헝가리 (알마티) - 아이슬란드 (모스크바) - 인도네시아 (타슈켄트) - 아일랜드 (모스크바) - 이스라엘 (알마티) - 이탈리아 (아스타나) - 요르단 (타슈켄트) - 쿠웨이트 (베이징시) - 라트비아 (타슈켄트) - 리투아니아 (알마티) - 북마케도니아 (앙카라) - 몰디브 (이슬라마바드) - 말레이시아 (타슈켄트) - 모로코 (앙카라) - 멕시코 (테헤란) - 몽골 (알마티) - 네팔 (모스크바) - 네덜란드 (알마티) - 뉴질랜드 (모스크바) | - 노르웨이 (모스크바) - 오만 (테헤란) - 팔레스타인 (타슈켄트) - 폴란드 (알마티) - 포르투갈 (모스크바) - 루마니아 (알마티) - 세르비아 (모스크바) - 슬로바키아 (아스타나) - 슬로베니아 (모스크바) - 남아프리카 공화국 (아스타나) - 스페인 (알마티) - 스리랑카 (모스크바) - 스웨덴 (헬싱키) - 스위스 (타슈켄트) - 시리아 (모스크바) - 베트남 (타슈켄트) - 예멘 (앙카라) - 잠비아 (모스크바) |

## 같이 보기
- 키르기스스탄의 재외공관 목록

## 참고자료
- Kyrgyzstan Diplomatic List (러시아어)